# Arcense Metaal Industrie
Arcense Metaal Industrie (AMI) is een Nederlandse producent van aluminium bouwbeslag. Het produceert onder andere veiligheids-deurbeslag en deurkrukken. Verder houdt het bedrijf zich bezig met industrials, het uitvoeren van diverse bewerkingen van aluminium, zoals anodiseren.

## Geschiedenis
AMI werd in 1956 opgericht als Arcense Metaal Industrie. Op 4 januari 1995 werd door een uitslaande brand 3.000 m² van de fabriek verwoest. In juni 1995 werd de nieuwe fabriek van 5.000 m² geopend, deze werd in 2001 uitgebreid met 3.000 m² nieuwbouw.